# Lithostrotia
Lithostrotia („vložené kameny“, podle osteodermů v kůži) byla velká skupina vývojově odvozených titanosaurních sauropodů, kteří obývali většinu kontinentů v období rané až pozdní křídy (asi před 120 až 66 miliony let). 

## Charakteristika
Kromě přítomnosti osteodermů je jedním z jejich hlavních určujících znaků přítomnost procélních ocasních obratlů. Osteodermy (zkosatnatělé derstičky v kůži) měly patrně zejména ochrannou funkci, protože chránily své majitele před útoky dravých teropodů. Podle základní definice (Upchurch et al., 2004) do této skupiny spadají poslední společný předek rodů Malawisaurus a Saltasaurus a všichni potomci tohoto předka. V současnosti však tuto skupinu jako platný taxon neuznávají všichni badatelé.

## Zeměpisné rozšíření
Zástupci této skupiny byli značně geograficky rozšíření. Jejich fosilie už byly objeveny dokonce i v Antarktidě (Ostrov Jamese Rosse, geologické souvrství Snow Hill Island). Vývoj této skupiny probíhal dlouhodobě nejen na jihoamerické půdě, ale také na území současné Evropy a Asie. Dokázal to například objev rodu Volgatitan, žijícího před více než 130 miliony let na území dnešního západního Ruska.

## Zástupci
- Volgatitan
- Austroposeidon
- Malawisaurus
- Diamantinasaurus
- Elaltitan
- Narambuenatitan
- Nullotitan
- Isisaurus
- Antarctosaurus
- Sarmientosaurus
- Sonidosaurus
- Uberabatitan
- Aeolosaurini
- Nemegtosauridae
- Saltasauridae